# 39678 Амманніто
39678 Амманніто (1996 LQ1, 2000 QR9, 39678 Ammannito) — астероїд головного поясу, відкритий 12 червня 1996 року.
Тіссеранів параметр щодо Юпітера — 3,573.